# Eugène Marie Louis Bridoux
Pour les articles homonymes, voir Famille Bridoux et Bridoux.
Eugène Bridoux, né à Doulon (Loire-Inférieure, aujourd'hui Loire-Atlantique) le 24 juin 1888 et mort en exil à Madrid le 6 juin 1955, est un général français, secrétaire d'État à la Guerre sous le régime de Vichy, entre le 18 avril 1942 et le 20 août 1944, dans le gouvernement de Pierre Laval.

## Biographie

### Avant guerre
Officier de cavalerie, comme son père, le général Marie Joseph Eugène Bridoux (tué durant la Première Guerre mondiale), sorti premier de l'École de guerre en 1924, Eugène Marie Louis Bridoux commande le 2e régiment de hussards (1934-1936), puis devient général de brigade en 1938 et dirige l'École de cavalerie de Saumur. À ce titre, il se fait remarquer au concours hippique international de Berlin en janvier 1939, où il reçoit les félicitations personnelles de Hitler, et fait la connaissance de Fernand de Brinon.

### Début de la Seconde Guerre mondiale et captivité
Il est nommé à la tête de la 41e division d'infanterie. Il est encerclé par l'avance allemande et capturé le 17 juin 1940. Son unité venait d'être citée à l'ordre de l'armée. Interné comme prisonnier de guerre au Val-de-Grâce, il fait jouer ses relations françaises et allemandes. Il est « mis en congé de captivité » en mars 1941, puis est définitivement « libéré » en février 1942.

### Collaboration
Il s'engage dans la Collaboration, dans le sillage de Fernand de Brinon. Il est successivement secrétaire général de la Délégation générale du gouvernement français dans les territoires occupés du 20 mars 1941 au 18 avril 1942, puis secrétaire d'État à la Guerre, succédant à l'Amiral Darlan, qui avait remplacé provisoirement le général Charles Huntziger, après l'accident mortel de celui-ci (du 18 avril 1942 au 25 mars 1943), puis sous-secrétaire d'État à la Défense nationale (du 26 mars 1943 au 20 août 1944). Ces nominations sont vues avec bienveillance « dans l'intérêt allemand » par Otto Abetz car il est « partisan convaincu de la politique de collaboration et offre la garantie nécessaire pour procéder à une épuration des noyaux de résistance gaulliste dans l'armée, en particulier du 2e Bureau anti-allemand ».
La nomination de Bridoux lui permet de contenter les Allemands. En effet, il se montre partisan de l'idée d'une armée française sous la coupe de l'Allemagne, voire sous l'uniforme allemand, dans le conflit. Un de ses fils est capitaine dans la Légion des volontaires français.
En 1942, le maréchal Pétain, en voyage dans le Limousin et accompagné du général Bridoux, assiste au défilé de l'Armée de l'Armistice (l'armée réduite du gouvernement de Vichy) et des élèves des grandes écoles au camp de La Courtine en Creuse.
Fin août 1942, il fait démettre de ses fonctions Pierre Robert de Saint-Vincent qui avait refusé de mettre un bataillon de gendarmerie à la disposition de l'intendant de police Marchais pour procéder au convoyage de 650 Juifs de la zone Sud vers la zone Nord.
En novembre 1942, après l'invasion de la zone sud, il fait remettre aux Allemands une grande partie des armes qui avaient été camouflées par le service CDM du colonel Mollard.
Il est promu général de division en 1941 puis général de corps d'armée en 1942.
Dans le courant de 1944, Bridoux se voit confier la mission de recrutement de cadres pour les unités Waffen-SS composées de Français.
Il a été décoré de l'ordre de la Francisque.

### Fuite à Sigmaringen
Lors de la Libération de la France, il s'enfuit en août 1944 à Sigmaringen, comme un grand nombre de collaborateurs. Il participe alors à la commission gouvernementale vichyste, en tant que « commissaire aux prisonniers de guerre français », mais n'exerce pas réellement ses fonctions dans ce cabinet fictif, n'y faisant que de rares apparitions.

### Capture et fuite
Capturé par les troupes américaines en mai 1945 en Allemagne, il est rapatrié en France et est interné au fort de Montrouge. Hospitalisé au Val-de-Grâce à Paris à la suite d'ennuis de santé, il s'en évade le 6 juin 1947 et s'enfuit en Espagne où il meurt le 6 juin 1955. 

Il fut condamné à mort par contumace par la Haute cour de justice et à la dégradation militaire pour faits de collaboration le 18 décembre 1948.
 Ses archives sont déposées à la Bibliothèque nationale de France. Elles comprennent ses Souvenirs de Vichy, journal tenu du 18 avril 1942 au 15 avril 1944.

## Distinctions
- Ordre de la Francisque

## Sources
- Les papiers personnels d'Eugène Bridoux sont conservés aux Archives nationales sous la cote 486AP[12].